# Violeta Szekely
Violeta Szekely, född Beclea 26 mars 1965, är en rumänsk före detta friidrottare som under 1990-talet och fram till och med 2002 tävlade i medeldistanslöpning. 
Szekelys första stora framgång var när hon vid inomhus-VM 1989 slutade fyra på 800 meter. Vid inomhus-VM 1991 blev hon silvermedaljör på samma distans efter tyskan Christine Wachtel. Vid VM utomhus samma år i Tokyo slutade hon tia på 1 500 meter. Hon deltog vid Olympiska sommarspelen 1992 men blev utslagen redan i semifinalen på 1 500 meter. 
Vid inomhus-VM 1993 blev hon silvermedaljör på 1 500 meter efter ryskan Jekaterina Podkopajeva. Vid VM 1993 var hon i final på 1 500 meter men slutade nia. Hon stängdes 1995 av för doping i tre år och var tillbaka till inomhus-VM 1999 då hon blev silvermedaljör på 1 500 meter efter landsmannen Gabriela Szabo. Vid VM utomhus 1999 blev hon fyra. 
Ännu en silvermedalj vann hon vid Olympiska sommarspelen 2000 då hon fick se sig slagen av Nouria Mérah-Benida. Under 2001 blev hon silvermedaljör både vid inomhus-VM och vid utomhus-VM. Inomhus var det Hasna Benhassi som blev hennes överman och utomhus Szabo. Samma år blev hon en av sex friidrottare som var med och delade jackpotten i Golden League 2001. 
Szekely slutade sin aktiva friidrottskarriär 2002.

## Personliga rekord
- 800 meter - 1.58,57
- 1 500 meter - 3.58,29
- 1 engelsk mil - 4.21,69
- 3 000 meter - 8.47,3